# Гідромагніоліт
Гідромагніоліт (рос. гидромагниолит, англ. hydromagniolite, нім. Hydromagniolit m) – загальна назва водних силікатів магнію.
Формула: Mg3[Si4O10](OH)2.
Приклади водних силікатів магнію: палигорськіт, мауфіт, серпентин тощо.